# Europäisches Olympisches Sommer-Jugendfestival 2025/Badminton
Die Wettkämpfe im Badminton beim Europäischen Olympischen Sommer-Jugendfestival 2025 in Skopje fanden zwischen dem 21. und 26. Juli 2025 statt. Es war dies das erste Mal seit 2021, dass Badminton Teil eines Europäischen Olympischen Sommer-Jugendfestivals war. 
Ausgetragen wurden je ein Einzel für Jungen bzw. Mädchen sowie ein Mixed Doppel, wobei der dritte Platz nicht ausgespielt wurde.

## Bilanz

### Medaillenspiegel
| Platz  | Land                   | Gold | Silber | Bronze | Gesamt |
| ------ | ---------------------- | ---- | ------ | ------ | ------ |
| 1      | Vereinigtes Königreich | 2    | –      | –      | 2      |
| 2      | Deutschland            | 1    | –      | 1      | 2      |
| 3      | Schweiz                | –    | 2      | –      | 2      |
| 4      | Dänemark               | –    | 1      | 2      | 3      |
| 5      | Kroatien               | –    | –      | 1      | 1      |
| 5      | Serbien                | –    | –      | 1      | 1      |
| 5      | Türkei                 | –    | –      | 1      | 1      |
| Gesamt | Gesamt                 | 3    | 3      | 6      | 12     |

### Medaillengewinner
| Disziplin     | Gold                                | Silber                                    | Bronze                                                                             |
| ------------- | ----------------------------------- | ----------------------------------------- | ---------------------------------------------------------------------------------- |
| Jungeneinzel  | Kalyan Manoj                        | Santiago Araujo                           | Milan Zeisig Maxi Kauffmann                                                        |
| Mädcheneinzel | Ishasriya Mekala                    | Diya Mary Cherian                         | Maja Pranić Irmak Yemişen                                                          |
| Mixed         | Deutschland Milan Zeisig Laira Rohl | Schweiz Santiago Araujo Ainara Lara Putri | Dänemark Maxi Kauffmann Diya Mary Cherian Serbien Aleksa Radovanović Teodora Latas |